# Méagui
Méagui este o comună din regiunea Soubre, Coasta de Fildeș.